# The Best of Miriam Makeba & The Skylarks
The Best of Miriam Makeba & The Skylarks è una raccolta di brani registrati dalla cantante sudafricana Miriam Makeba negli anni 1956-1959, accompagnata dal gruppo musicale degli Skylarks. Questi brani, originariamente incisi su dischi di vinile a 78 e 45 giri, erano stati pubblicati nel 1991 su CD in due volumi (Miriam Makeba and the Skylarks vol. 1 e Miriam Makeba and the Skylarks vol. 2), di cui questa raccolta costituisce una sintesi.

## Tracce
1. Uthando Luyaphela
2. Table Mountain
3. Miriam and Spokes' Phatha Phatha
4. Mtshakasi
5. Ndimbone Dluca
6. Ndamcenga
7. Makoti
8. Ndidliwe Zintabe
9. Inkomo Zodwa
10. Sindiza Ngecadillacs
11. Nomalungelo
12. Kutheni Sithandwa
13. Vula Amasango
14. Owakho
15. Baya Ndi Memeza
16. Yini Madoda
17. Ekoneni
18. Uyadela